# Kiryat Bialik
Kiryat Bialik (en hebreo: קִרְייַת בְּיַאלִיק) es una ciudad del Distrito Haifa de Israel. Según la Oficina Central de Estadísticas de Israel (OCEI), a finales de 2007 la ciudad tenía una población de 36.200 habitantes. La ciudad fue nombrada en honor del poeta Jaim Najman Biálik.
- Datos: Q152374
- Multimedia: Kiryat Bialik / Q152374